# Corynophyllus pygidialis
Corynophyllus pygidialis är en skalbaggsart som beskrevs av Phillip B. Carne 1957. Corynophyllus pygidialis ingår i släktet Corynophyllus och familjen Dynastidae. Inga underarter finns listade i Catalogue of Life.